# James Parker
Pour les articles homonymes, voir Parker.
James Parker était un pasteur et un chaufournier anglais, fabricant de ciment qui a inventé l'un des nouveaux ciments pionniers de la fin du XVIIIe siècle.

## Biographie
En 1791, James Parker obtient un brevet intitulé "Method of Burning bricks, Tiles, Chalk". 
En 1796, James Parker découvre sur l'Île de Sheppey, Grande Bretagne, un calcaire suffisamment argileux pour donner après une cuisson à 900 °C comme les chaux naturelles ordinaires, un ciment naturel à prise rapide. Il obtient un brevet intitulé "A certain Cement or Terras to be used in Aquatic and other Buildings and Stucco Work".
Les chaux hydrauliques étaient connus des Romains et leur fabrication est décrite par Vitruve dans son livre "De architectura", en particulier le livre 2. En 1729, dans son livre "La Science des ingénieurs dans la conduite des travaux de fortification et d'architecture civile", Bernard Forest de Bélidor avait montré l'importance de la pouzzolane pour obtenir un mortier faisant prise sous l'eau. Cette remarque put servir à John Smeaton à mettre au point son ciment pour la construction du phare d'Eddystone qu'il décrit dans son livre "A narrative of the building and a description of the construction of the Edystone lighthouse" publié en 1791.
En 1797 James Parker émigre en Amérique et meurt peu après. Auparavant, il avait probablement vendu son brevet à Samuel Wyatt qui avec son cousin Charles Wyatt produisit un ciment sous la marque Parker & Wyatt.
En 1798, une publicité donne à ce ciment le nom commercial de « roman cement » (ciment romain). 
Ce ciment va servir à faire des moulages au gabarit ou à fabriquer des pierres factices de ciment moulé.
Le brevet de James Parker pour ce ciment romain devint caduc entre 1810 et 1820. D'autres producteurs anglais vont occuper ce marché du ciment comme John Frost et Joseph Aspdin et son fils William Aspdin qui inventent le ciment Portland.
Au moment du dépôt du brevet, la chimie était encore plus proche de l'alchimie que de la chimie. Ce sont les travaux de savants comme Antoine Lavoisier qui vont permettre de sortir la chimie des quatre éléments d'Aristote. Ce sont les travaux de Louis Vicat entre 1812 et 1817, publiés en 1818, qui vont permettre de préciser la composition des chaux hydrauliques. Ces recherches suivirent celles de Torbern Olof Bergman, John Smeaton, Horace-Bénédict de Saussure, Louis-Bernard Guyton-Morveau et Hippolyte-Victor Collet-Descotils.